# Metropolis
Metropolis（メトロポリス）とは、都市による国際機構である。
大都市における都市計画・開発・経済・環境・交通・インフラなどの分野で諸問題を解決するための相互の協力促進と知識共有を目的として、1984年設立された。3年に一回の割合で国際会議を開催。現在84の都市が加盟する。